# 白濱謙一
白濱　謙一（しらはま　けんいち、1926年（大正15年）8月25日 - 2010年（平成21年）1月6日）は、昭和期の建築家である

## 経歴
- 新潟県出身、東京工業大学で谷口吉郎門下、非常勤講師を経て、大岡山建築設計研究所代表取締役。1965年に神奈川大学工学部建築学科助教授、1977年に教授。名誉教授。ギリシアの伝統的民家建築研究。

## 主な作品
| 名称                 | 年                 | 所在地         | 状態 | 備考 |
| -------------------- | ------------------ | -------------- | ---- | ---- |
| 箱根山荘             | 1979年（昭和54年） | 神奈川県箱根町 | 現存 |      |
| 箱根山荘茶室「慈庵」 | 2009年（平成21年） | 神奈川県箱根町 | 現存 |      |

## 著作・文献
- 「建築計画・設計シリーズⅠⅡ」（市ヶ谷出版社）[2]